# Aubigny-les-Clouzeaux
Aubigny-les-Clouzeaux è un comune francese del dipartimento della Vandea nella regione dei Paesi della Loira.
È stato creato il 1º gennaio 2016 dalla fusione dei preesistenti comuni di Aubigny e Les Clouzeaux.
Il capoluogo è la località di Aubigny.